# Pseudomyrmex santschii
Pseudomyrmex santschii es una especie de hormiga del género Pseudomyrmex, subfamilia Pseudomyrmecinae. Esta especie fue descrita científicamente por Enzmann en 1944.

## Distribución
Se encuentra en Perú.